# Улица Трефолева (Санкт-Петербург)
Улица Тре́фолева — улица в Кировском районе Санкт-Петербурга. Проходит от промышленной зоны за улицей Маршала Говорова, до улицы Калинина. Пересекается с проспектом Стачек, улицей Маршала Говорова, Турбинной, Севастопольской, Баррикадной и Оборонной улицами, а также минует Школьный переулок.

## История
Проезд, возникший в начале XX века в Тентелевой деревне, был назван в 1904 году Петербургской улицей. Затем (приблизительно с 1906 года по 27 июля 1939 года) улица называлась Петергофской, так как брала своё начало от Петергофского шоссе. В 1939 году улица получила своё современное наименование. В 1940-е годы улица Трефолева выросла: в её состав вошла Забытая улица (бывшая Серафимовская). 6 декабря 1976 года к улице был присоединён участок от Баррикадной улицы до улицы Калинина.

#### Хронология переименований
- Петербургская улица (с 1904 года)
- Петергофская улица (с 1906 по 1939 год)
- улица Трефолева (с 1939 года)

Позднее (1940-е годы) включена в состав:
- Забытая улица (6 октября 1923 — 1940), бывшая Серафимовская улица (1914 — 6 октября 1923)

#### О Владимире Трефолеве

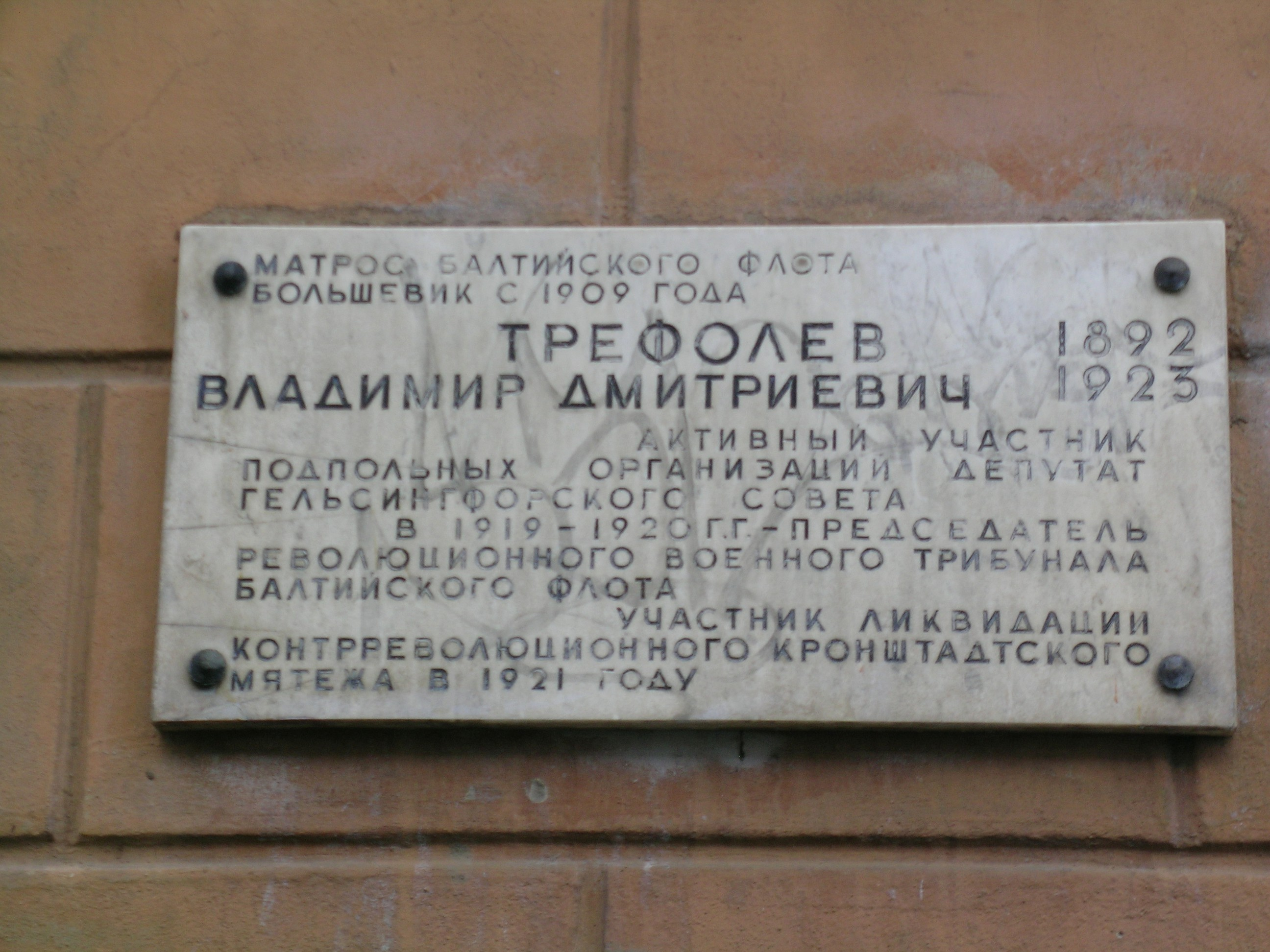
Текст на мемориальной доске, установленной на доме 1:
«Матрос Балтийского флота. Большевик с 1909 года Трефолев Владимир Дмитриевич 1892—1923. Активный участник подпольных организаций, депутат гельсингфорского совета. В 1919—1920 гг. — председатель революционного военного трибунала Балтийского флота. Участник ликвидации контрреволюционного кронштадтского мятежа в 1921 году»

Улица названа в честь Владимира Дмитриевича Трефолева (1892—1923), чекиста, председателя Революционного трибунала Балтийского флота, одного из активных участников подавления Кронштадтского восстания (1921 год). После подавления Кронштадтского восстания началась расправа не только над теми, кто держал в руках оружие, но и над населением, поскольку все жители мятежного города считались виновными. В. Д. Трефолев проводил показательные суды. К лету 1921 года через трибунал прошло 10 001 человек: 2103 были приговорены к расстрелу по решению ревтрибунала и расстреляны, 6447 — приговорены к разным срокам заключения и 1451 — хотя и были освобождены, но обвинение с них не сняли. С весны 1922 началось массовое выселение жителей Кронштадта. В 1990-х годах все участники Кронштадтского восстания были реабилитированы, а судебные решения, принятые под руководством В. Д. Трефолева признаны неправосудными. Владимир Трефолев и другие персоны, подавлявшие Кронштадтское восстание, похоронены на Якорной площади Кронштадта.

## Инфраструктура

### Транспорт
- Кировский завод,  Нарвская
- Трамвай: № 41, 36
- Троллейбус: № 20
- Автобус: № 2, 66, 73, 269

### Учебные заведения
- Детский приют «Надежда»

Адрес: улица Трефолева, дом 6.

### Организации
- Дом 42 лит. А — прокуратура Кировского района г. Санкт-Петербурга
- Дом 43 — пожарная часть № 19 ФГКУ «3 отряд ФПС по Санкт-Петербургу»[5].

## Фотогалерея
| Угол проспекта Стачек и улицы Трефолева | Улица Трефолева, дом 1 | Вид на восточную оконечность улицы Трефолева | Верстовой столб на улице Трефолева |
| --------------------------------------- | ---------------------- | -------------------------------------------- | ---------------------------------- |

## Пересечения
- Школьный переулок
- улица Маршала Говорова
- проспект Стачек
- Турбинная улица
- Севастопольская улица
- Баррикадная улица
- Оборонная улица
- улица Калинина